# Mozilla Firefox
Mozilla Firefox (МФА [moʊˈzɪlə faɪəfɒks]) — свободный браузер на движке Gecko, разработкой и распространением которого занимается Mozilla Corporation. Четвёртый по популярности браузер в мире (после Google Chrome, Safari и Microsoft Edge) и первый среди свободного ПО — в марте 2021 года его рыночная доля составила ▼7,49 %.
В России Firefox занимает четвёртое место (после Google Chrome, Яндекс.Браузер и Opera) по популярности среди браузеров для ПК с долей 5,26 % пользователей на март 2021 года.
В браузере присутствует интерфейс со многими вкладками, проверка орфографии, поиск по мере набора, «живые закладки», менеджер загрузок, поле для обращения к поисковым системам. Новые функции можно добавлять при помощи расширений.
Firefox официально выпускается для Windows, macOS, GNU/Linux, Android и iOS. Доступны неофициальные сборки для FreeBSD, множества других UNIX-подобных операционных систем, а также BeOS. Код браузера является открытым и распространяется под тройной лицензией GPL/LGPL/MPL.

## История
Проект Firefox был начат Блейком Россом (англ. Blake Ross) и Дейвом Ха́йатом (англ. Dave Hyatt) в качестве экспериментальной ветки от проекта Mozilla Suite, когда они работали в Netscape Communications, бывшей в составе AOL Time Warner. С момента закрытия Netscape Communications весь проект Mozilla управляется созданной тогда Mozilla Foundation, которой принадлежат торговые знаки Mozilla Firefox. Firefox 1.0 появился на свет 9 ноября 2004 года.
Каждая новая версия с началом разработки получает кодовое имя. Оно используется для неофициальных сборок и альфа-версий браузера. При этом используется и специальный логотип. Сборки для разработчиков имеют кодовое имя Nightly (с англ. — «Ночная»), а для тестеров (альфа-версии) — Aurora (с англ. — «Аврора»).
В отличие от названия и логотипа, используемых в официальных сборках, они распространяются под тройной лицензией Mozilla (MPL/GPL/LGPL), не являются зарегистрированными товарными знаками, и не имеют дополнительных ограничений на использование.
3 ноября 2014 компания сообщила о разработке версии браузера для разработчиков Mozilla Firefox Developer Edition, официальный релиз которой должен состояться 10 ноября. Тем самым цикл разработки изменится (версии Aurora не будет): Nightly → Developer Edition → Бета → Релиз, что означает: у разработчика будет 12 недель до того, как нововведение попадёт в публикуемую версию. По умолчанию в интерфейсе будет включена тёмная тема, однако её можно будет сменить в настройках. В состав браузера также будут входить WebIDE и Firefox Tools Adapter, позволяющие использовать средства разработки Firefox для отладки в других браузерах (Safari на iOS и Chrome на Android).
Начиная с версии 53.0, прекращена поддержка операционных систем Windows XP, Windows Vista, Windows Server 2003.

### Название

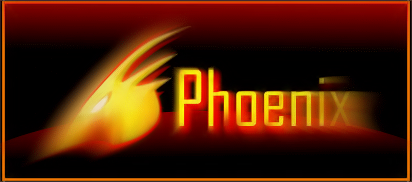
Логотип Phoenix в 2002 году

Первоначально браузер назывался «Phoenix» («Феникс»). Спустя некоторое время он был переименован в «Firebird» («Жар-птица») из-за конфликта товарных знаков, но и это название позже было изменено, так как им уже называлась свободная система управления базами данных Firebird. Однако и «Firefox» оказалось товарным знаком The Charlton Company в Великобритании, что было отражено в диалоге «О программе» для англоязычных сборок. Это перестало быть верным по крайней мере в версии 84.0.2, а возможно, и намного раньше.
Firefox («Огненная лиса») — дословный перевод с кит. упр. 火狐, пиньинь hǔo hú, которым китайцы иногда называют малую панду, в честь которой, по словам разработчиков, и назван браузер. Тем не менее, на всех версиях логотипа основных релизов браузера определённо изображена лисица, и кроме того, разработчики браузера даже в собственном блоге техподдержки не сформировали консенсуса по данному вопросу.
«Firefox» предпочтительно сокращать как «Fx» или «fx», однако иногда встречается сокращение «ff».

### Разработка
Firefox был выделен из Mozilla Application Suite, код которого был создан с нуля в Mozilla Foundation вместо кода Netscape Navigator 5, часть которого была выпущена под свободной лицензией Mozilla Public License после поражения в «войне браузеров».
В браузере используется свободный портируемый движок Gecko, созданный с учётом поддержки открытых стандартов. Разработка Firefox ведётся сотрудниками её дочерней компании Mozilla Corporation и добровольцами по всему миру.

## Возможности
Вместо того, чтобы предоставить все возможности в стандартной поставке, Firefox предоставляет механизм расширений, позволяющий пользователям модифицировать браузер в соответствии со своими требованиями.
Почти с начала своего существования Firefox является достаточно гибким браузером с широкими возможностями настройки: пользователь может устанавливать дополнительные темы, изменяющие внешний вид программы, плагины и расширения, добавляющие новую функциональность.
Эта расширяемость достигается, в основном, за счёт использования в интерфейсе разработанного исключительно для Gecko языка разметки XUL и используемых в Web JavaScript и CSS, что иногда приводит к более медленной работе интерфейса и повышенным требованиям к оперативной памяти, чем у браузеров, больше полагающихся на функции оконной среды. Для тех, кому нужны функции движка Gecko, а не расширяемый интерфейс, существуют сторонние браузеры, в которых интерфейс реализован по-другому; например, Camino, Web и Kazehakase.
Некоторые свойства браузера:
- блокировка всплывающих окон (англ. pop-up);
- поддержка вкладок (англ. tabbed browsing) (несколько страниц в одном окне) (с версии 2.0);
- встроенная панель поиска в поисковых машинах и словарях;
- почти неограниченные возможности по настройке поведения и внешнего вида, в том числе за счёт использования расширений, тем и стилей;
- поддержка множества расширений — для Firefox их создано многократно больше, чем для любого другого браузера;
- встроенные инструменты для веб-разработчика;
- автоматическое обновление как самого браузера, так и его расширений (с версии 1.5);
- отображение контента сразу (позволяет комфортно продолжать сёрфинг даже при неполной загрузке страницы, что особенно заметно при медленном соединении и большом количестве внедрённых объектов);
- безопасное хранение паролей для сайтов и сертификатов благодаря возможности задать «мастер-пароль», который шифрует все остальные пароли (используя алгоритм симметричного шифрования 3-DES) и защищает доступ к сертификатам пользователя. Таким образом, кража (извлечение) сохранённых паролей затруднена даже при физическом доступе злоумышленника к компьютеру. При первом вводе мастер-пароля отображается его расчётное качество (трудность взлома);
- встроенный просмотрщик PDF-файлов
- возможность полной блокировки сторонних cookies;
- защита от отслеживающих URL-параметров (UTM-меток);
- поддержка видео 4к в стриминговых сервисах[46].

Поначалу в рекламных текстах Firefox некоторые из этих особенностей приводились как отличительные «от других браузеров», хотя под другими браузерами подразумевался набор функций, с которым было знакомо большинство пользователей Internet Explorer. В результате одни пользователи стали считать их отличительными вообще ото всех браузеров, а другие — критиковать Mozilla за нечестную рекламу. В частности, вкладки (несколько страниц в одном окне) были доступны задолго до этого в браузере Opera, а встроенная панель поиска — в Internet Explorer 4.0. Но некоторые особенности Firefox, наиболее значимой из которых можно считать поддержку расширений, действительно долгое время отсутствовали в остальных браузерах (по крайней мере, в широко известных).
С повышением интереса и ростом популярности Firefox заявленная создателями повышенная безопасность стала нередко оспариваться (впрочем, в некоторых случаях это оказывается фикцией), например, Microsoft’ом.
Firefox имеет достаточно много возможностей, благодаря которым он получил популярность среди пользователей: во-первых, он позволяет открывать несколько страниц в одном окне, экономя тем самым свободное место на панели задач; во-вторых, браузер имеет гибкую систему управления загрузкой графики и позволяет отключать отображение графики на выбранных страницах, а не на всех сразу. Кроме этого, Firefox имеет возможность блокирования всплывающих окон и управления файлами cookies.
Многострочные (по умолчанию) поля ввода текста имеют встроенную проверку орфографии; панель поиска через поисковые системы — подсказки запросов от самих систем.
При разработке Firefox особое внимание уделялось поддержке стандартов W3C.
Существуют также специализированные версии браузера, такие как eBay edition для любителей одноимённого онлайн-аукциона, Campus edition — для любителей музыки и интернет-поиска, и множество фан-сборок на Portable модуле.

### Расширения

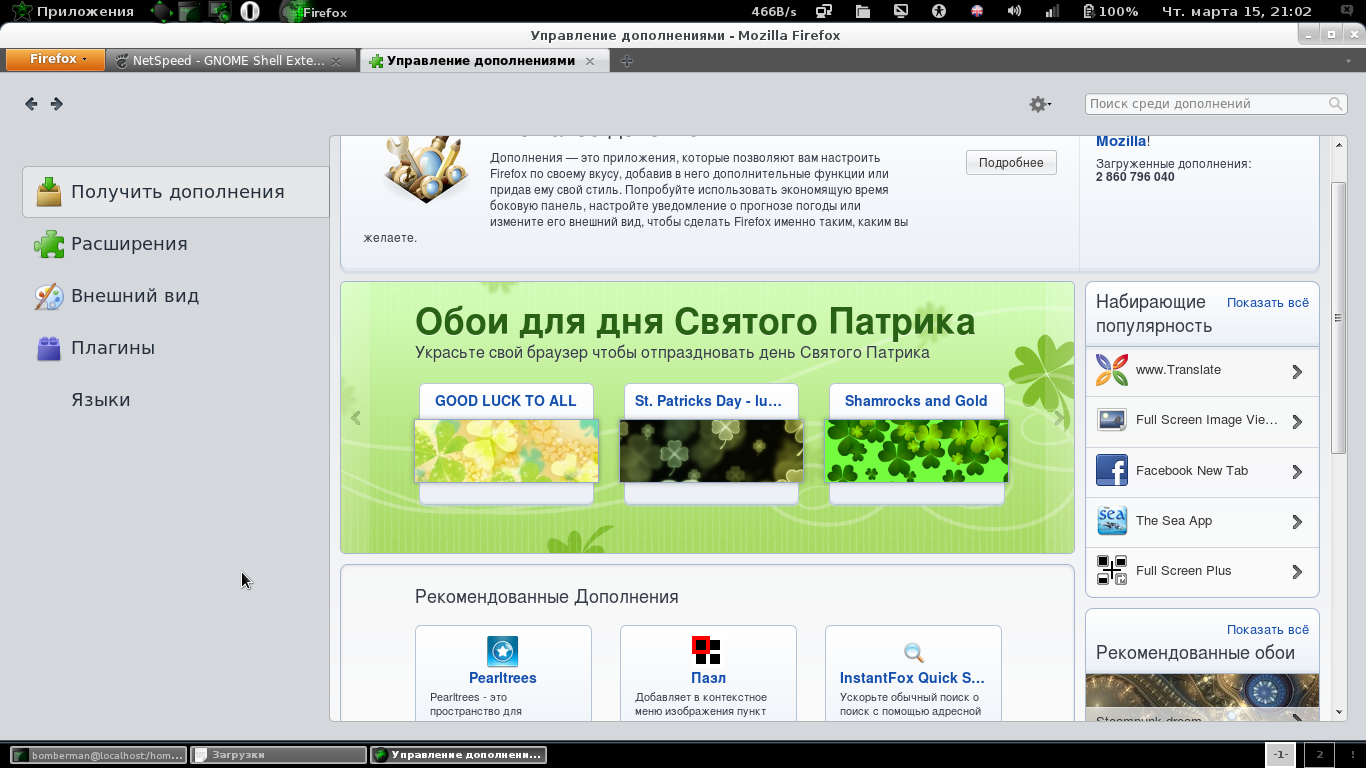
Управление расширениями Firefox

Расширения добавляют новые возможности в программы или разрешают модифицировать существующие настройки. Они могут добавить практически что угодно: от кнопки на панели инструментов до совершенно новых возможностей.
Механизм расширений превращает изначальную аскетичность браузера Mozilla Firefox в одно из основных преимуществ: устанавливая расширения, пользователь может выбрать именно ту функциональность, которая необходима ему для комфортного сёрфинга, при этом не занимая рабочее пространство и ресурсы ненужными функциями.
За исключением отладчика DOM, способного сообщить пользователю об ошибке в синтаксисе загруженной страницы и показать номер строки, содержащей ошибку (выделенного с одной из бет Firefox 3.0 в отдельное расширение), и консоли JavaScript, инструментов для веб-разработчика в базовой конфигурации Firefox нет. Однако, существует множество расширений, реализующих необходимую функциональность для веб-разработчиков. В частности:
- HTMLValidator[51] — расширение для проверки кода на соответствие стандартам W3C.
- View Source Chart[52] — расширение для удобной визуализации разметки страницы.
- Firebug — многофункциональное расширение, включающее в себя отладчик, DOM-навигатор и JavaScript-консоль.
- Web Developer[53] — расширение, предлагающее множество функций для отладки страницы.

### Темы
Темы Mozilla Firefox определяют, каким образом выглядит пользовательский интерфейс браузера, например размеры и изображения кнопок. Как и расширения, темы зачастую создаются независимыми разработчиками и доступны для установки с сайта дополнений Mozilla.
С технической точки зрения, тема Firefox представляет собой архив в формате ZIP (но с расширением JAR), содержащий несколько типов файлов: файлы CSS, определяющие стиль пользовательского интерфейса по аналогии со стилем веб-страниц (размеры элементов, отступы, цвета и пр.); файлы изображений в форматах GIF, JPEG или PNG, используемые для кнопок; файлы в формате RDF, содержащие информацию для установки и о компонентах браузера, чей внешний вид изменяется данной темой.
Начиная с версии 3.6 Firefox поддерживает облегчённый вариант тем (скины) — «обои» (изначально — «Personas»). Эти темы изменяют только цвета и добавляют фоновое изображение для панелей, не требуют перезапуска Firefox для своей установки, поддерживают быстрый просмотр темы без установки.

### Движок Gecko
Первоначально движок Gecko предназначался в качестве замены старого движка Netscape Communicator.
Для отладки движка была создана свободная программа Mozilla Suite, на которой и отлаживали Gecko. В 2004 году Mozilla Suite была разобрана на браузер Mozilla Firefox, клиент электронной почты Mozilla Thunderbird, WYSIWYG HTML-редактор NVU, календарь Sunbird и IRC-клиент Chatzilla, который был выпущен в виде расширения для браузера Mozilla Firefox.
В 57 версии браузера CSS-движок заменён на Stylo — CSS-движок из Quantum. В дальнейшем планируется продолжить замену отдельных подсистем Gecko на аналоги проекта Quantum (Quantum DOM и прочие).

### Проект Quantum
Quantum — проект по модернизации движка Gecko и других компонентов с целью повысить производительность браузера, улучшить его архитектуру и перевести браузер на многопроцессную модель работы. Этого планируется достигнуть постепенной заменой компонентов движка Gecko компонентами экспериментального высокопроизводительного движка Servo, который, благодаря языку Rust, обеспечивает безопасную многопоточную обработку данных. Первой версией, в которую вошли улучшения из проекта Qunantum, стал Firefox 57.
Среди новшеств нового движка — Stylo (ускорение операций форматирования), Quantum Flow (устранение багов, которые замедляют работу браузера), Quantum Compositor (ускорение отображения сайтов), WebRender (аппаратное ускорение рендеринга), Quantum DOM (распределение задач в разных вкладках по легковесным потокам), WebGPU, многопроцессорный режим (внедрён в 55 версии браузера).

### Искусственный интеллект
В версии 135 интегрировано четыре чат-бота: ChatGPT, Claude, HuggingChat и Le Chat Mistral. Если использование какой-либо из этих нейросетей будет требовать подписку, то оформить её можно будет только напрямую, сделать это через браузер — нельзя.

### «Пасхальные яйца»
Следующие команды («адреса» с префиксом about:) вводятся в адресную строку:
- about:robots — послание роботов людям (только в Firefox 3.x и выше)

- В заголовке окна — команда для деактивации робота из фильма «День, когда остановилась Земля».
- Первый пункт послания является первым из трёх законов роботехники Айзека Азимова.
- Второй — цитата из фильма «Бегущий по лезвию».
- Третий — определение слова «робот», данное отделом маркетинга Сирианской Кибернетической Корпорации в романе Дугласа Адамса «Автостопом по галактике» (Кнопка под посланием тоже может быть отсылкой к вышеупомянутому роману).
- Четвёртый основан на любимой фразе робота Бендера из мультсериала «Футурама».
- В подписи использована фраза из заставки телевизионного сериала «Звёздный крейсер „Галактика“».
- Снизу находится кнопка «Попробовать снова». При нажатии она меняется на «Пожалуйста, больше не нажимайте эту кнопку». При втором нажатии исчезает.

- about:mozilla — «великая» книга Mozilla.

Однако бо́льшая часть из 30 (в версии 21.0 Beta) страниц со схемой about: — серьёзные: информация о версии, новая вкладка, домашняя страница, настройки, статистика. См. списки общих и Mozilla-специфичных about:-адресов в статье about: URI.

#### Где живёт Firefox?
Раньше, если в программе Google Планета Земля или в Картах Google ввести координаты 45°07′25″ с. ш. 123°06′48″ з. д., то можно было увидеть эмблему Firefox на поле (в 2006 году в Орегоне сделали круг на поле в виде логотипа Firefox). А если нажать на надпись «Mozilla Firefox», то появится начало статьи в Википедии о браузере. Эмблемы на поле больше нет.

## Популярность

### Доля рынка

Рост популярности Firefox 2004—2008

Статистика использования веб-браузеров согласно StatCounter

#### 2004—2006 годы
После выпуска версии 1.0 9 ноября 2004 года браузер получил одобрение от многочисленных медиаизданий, включая «Форбс» и «The Wall Street Journal». Более 25 миллионов загрузок в первые 99 дней после выпуска сделали Firefox одним из самых популярных свободных приложений, особенно среди домашних пользователей.
В июле 2005 года, по данным компании Net Applications, накануне выхода первой бета-версии Firefox 1.5 рыночная доля Firefox составляла чуть больше 8 % (Internet Explorer — более 87 %).
19 октября 2005 года Firefox был загружен в стомиллионный раз, всего лишь через 344 дня после выпуска версии 1.0.
По состоянию на ноябрь 2005 года Firefox занимал уже 9,4 % мирового рынка браузеров, а к середине 2006 года доля Mozilla Firefox составляла, по разным данным, от 11 до 15 процентов, сильно потеснив позиции доминирующего в сети браузера Internet Explorer.

#### 2007 год
За 2007 год мировая доля пользователей Firefox возросла до 16,8 %. Для сравнения, в декабре 2007 года мировая доля Internet Explorer составляла 76,04 %.
В Европе, по данным XiTi Monitor, доля Firefox составила в конце 2007 года ровно 28 %.
По результатам исследования, проведённого Mozilla в октябре 2007 года, 57 % скачавших устанавливают браузер и хотя бы раз запускают его. Среди них 49 % превращаются в активных пользователей. Таким образом, 28 % скачавших копию Firefox продолжают пользоваться ею через месяц.

#### 2008 год

Статистика использования браузеров в России за май 2008 по данным SpyLOG

В октябре 2008 года глобальная доля браузера Firefox составила 20 %.
Осенью 2008 года доля Firefox в России превысила долю Opera, поднявшись таким образом на второе по популярности место, и достигла 20 %.
Доля Firefox в Европе стала превышать 30 %. Интересно, что по выходным доля Firefox немного поднимается — вероятной причиной является то, что пользователи, вынужденные на работе использовать Internet Explorer, дома предпочитают Firefox.
По данным за март 2008 года, самая большая доля Firefox в Финляндии (45,9 %), Польше (44 %) и Словении (43,7 %). Популярность Firefox в Северной Америке составила 21,7 %, а в Азии — 17,2 %.
В 2008 году также появился конкурент Firefox — браузер Chrome от Google.

#### 2009 год
В январе 2009 года браузер был установлен на 21,5 % компьютеров. Среди пользователей Firefox в январе 2009 года примерно 85 % использовали третью версию браузера (18,3 % от общего числа браузеров).
В декабре 2009 года было объявлено, что Firefox 3.5 стал самым популярным браузером в мире, достигнув доли, равной чуть более 20 %. При этом следует учитывать, что сравнение доли Firefox 3.5 с долями Internet Explorer 7 и 8 происходило отдельно (то есть IE 7 и 8 учитывались как отдельные браузеры.

#### 2010 год
По данным StatCounter, в 2010 Firefox находился на втором месте по количеству пользователей, уступая только Internet Explorer. В январе доля Firefox на мировом рынке браузеров составила 31,15 % с отставанием от первого места на 23,24 %, а в декабре в связи с увеличением количества пользователей Google Chrome, доля Firefox уменьшилась до 29,5 %, а Internet Explorer — до 45,02 %.
Также в январе 2010 среди пользователей Российской Федерации самым популярным браузером был Opera, но уже в ноябре Firefox обошёл его и в конце года обладал долей в 32,34 %.

#### 2011 год
По подсчётам StatCounter, в ноябре 2011 года Google Chrome впервые в истории своего существования опередил Mozilla Firefox на мировом рынке браузеров для компьютеров с доступом к Интернету, сместив его на третье место. В отчёте StatCounter, опубликованном ресурсом The Wall Street Journal, доля Firefox на мировом рынке браузеров составляет 25,23 %, у Chrome — 25,69 % рынка и Internet Explorer — 40,63 %. Впрочем, по данным других сервисов интернет-статистики, Firefox сохранил второе место на мировом рынке браузеров.

#### 2012 год
По подсчётам StatCounter, в мае 2012 года Mozilla Firefox пользовались 25,55 % и он оставался на третьем месте по популярности. Доля лидера мирового рынка настольных браузеров Google Chrome — 32,43 %, у Internet Explorer — 32,12 %, у Apple Safari — 7,09 %, у Opera — 1,17 %. Как и прежде, по данным других сервисов статистики Firefox оставался на втором месте по популярности.

#### 2013 год
На начало 2013 года доля браузера продолжала падать и по итогам января составила 21,42 %. К маю доля браузера составила 19 %. Но в июне доля Firefox увеличилась на 1 % за счёт резкого падения популярности Internet Explorer и составила 20,01 %.

#### 2015 год
Согласно StatCounter, в начале года доля Firefox составляла 11,82 %, уступая Internet Explorer (13,3 %), Apple Safari (13,79 %) и Google Chrome (42,27 %). В сентябре Firefox поднялся на третье место в рейтинге, но к концу года вернулся на четвёртую позицию.
Среди российских пользователей Firefox был третьим по популярности в начале года, но уже в феврале он занимал вторую позицию. В июле Firefox вновь опустился на третье место, уступив Opera, но в конце года обогнал его и составил 12,45 % российского рынка браузеров.

#### 2016 год
Согласно опубликованным исследованиям, Firefox впервые одержал победу над Internet Explorer: в апреле показатели их трафика составили соответственно 15,6 % и 15,5 %.

#### 2018 год
Согласно StatCounter на середину года браузер оставался на втором месте в мире среди десктопных браузеров с долей в 11,55 %, уступая Google Chrome, занимающему 66,88 %.

#### 2020 год
Согласно опубликованным исследованиям, за 2020 год доля Firefox уменьшилась с 4,7 % до 3,77 %. Это не повлияло на его место в мировом рынке браузеров, где он остался на третьем месте с увеличивающимся отрывом от Google Chrome и Apple Safari.
На территории России Firefox занимал пятое место в январе 2020. В феврале он поднялся на четвёртую позицию, обогнав Opera. В марте Firefox вновь стал пятым, так и оставшись на этой позиции до конца года.

#### 2022 год
Согласно StatCounter на ноябрь 2022 года браузер опустился на четвёртое место в мире среди десктопных браузеров с долей в 7,1 %, уступая Google Chrome, занимающему 66,18 %, Microsoft Edge, занимающему 11,17 % и Safari, занимающему 9,59 %.

#### 2023 год
По подсчётам StatCounter, в январе доля Firefox составляла 3 % от мирового рынка браузеров, что соответствовало четвёртому месту в рейтинге. К концу года доля выросла до 3,35 %.
В конце 2023 года среди российских пользователей самым популярным браузером был Google Chrome с долей 49,58 %, затем Яндекс — 22,02 %, Safari — 11,47 %, Opera — 7,39 %, Microsoft Edge — 4,47 %, и наконец Firefox — 3,39 %.

### Сотрудничество с поисковыми системами

#### Поиск
Mozilla Foundation получает средства от компании Google за использование их поиска по умолчанию. При вводе в адресную строку группы слов, не являющейся URL, и не начинающейся с ключевого слова закладок или поиска, запрос передаётся Google, с открытием первого результата (функция Google «Мне повезёт»).
Кроме того, домашней страницей по умолчанию была сделана страница поиска Google, оформленная в стиле Firefox.
Хотя детали сделки не были объявлены широкой публике, финансовые результаты Mozilla Foundation за 2005 год доступны на её сайте.
С версии 3.1 и до 14.01 с установленной по умолчанию русской локализацией в качестве стандартного решения для обработки поисковых запросов вместо Google используется Яндекс, а после выхода версии 14.01 поиском по умолчанию опять стал Google.
С версии 34.0 для русской, белорусской и казахской локализаций в качестве поиска по умолчанию был задействован Яндекс, а для американской — Yahoo. При передаче поискового запроса из полей браузера в
Яндекс запрос добавляется к url-шаблону с параметром clid, по которому компания-поисковик может определять размер средств, выплачиваемых для Mozilla как дистрибьютору поиска. В последних версиях Firefox исчезла возможность изменения url поиска через keyword.url.

#### Антифишинг
Для защиты от фишинга и других вредоносных сайтов используется база данных SafeBrowsing Google. По умолчанию она скачивается примерно каждые полчаса. В версии 2 пользователь мог по собственному желанию включить отправку каждого URL перед обращением к нему для проверки на сервер Google, что привело к обвинениям в нарушении неприкосновенности частной жизни не знавшими о настройках по умолчанию пользователями.
Режим отправки каждого адреса был убран, но в скачиваемой базе содержатся префиксы хешей, которые при совпадении с началом хеша открываемого адреса отправляются на сервер для получения полных хешей, имеющих данный префикс.
Самым значительным обвинением, связанным с данной функцией, остаётся обмен cookies с Google при скачивании базы для удобства распределения ресурсов, включая cookie домена google.com (отделены в ночных сборках со 2 октября 2013).
Адрес сервера, с которого скачивается база, нельзя изменить с помощью графического интерфейса, кроме как используя about:config. Также скачивание базы по умолчанию может привести к лишним тратам у пользователей, платящих за трафик.

#### Критика
Всё это воспринимается некоторыми пользователями[кем?] как навязывание услуг корпорации Google и недопустимая для свободного ПО зависимость от неё. Mozilla Foundation утверждает, что накоплено достаточно средств, чтобы можно было при необходимости отказаться от дальнейшего сотрудничества с Google в случае такой угрозы. Срок действия контракта должен был истечь в ноябре 2008 года, но в августе был продлён до 2011 года — на 3 года, а не на 2, как раньше. В 2011 году контракт снова был продлён на 3 года, а стоимость контракта составила порядка 1 млрд $.

## Лицензии
Исходный код Mozilla Firefox является свободным и открытым ПО: его можно распространять на условиях тройной лицензии Mozilla, создавать на основе исходного кода собственное ПО, и распространять его.
Исходный код распространяется на условиях тройной лицензии Mozilla (MPL/GPL/LGPL). До весны 2006 года, часть его распространялась под Netscape Public License и Mozilla Public License, несовместимыми с GNU GPL.
Официальные сборки Firefox 1.0, 1.5 и 2.0 не были полностью ни свободным, ни открытым ПО, так как они включали «Talkback» — несвободную программу для сообщения об аварийных завершениях работы браузера, лицензированную у компании SupportSoft. Это послужило одной из причин к появлению проекта Gnuzilla, который разрабатывает форк Firefox под названием GNU IceCat (ранее — GNU IceWeasel). Firefox 3.0 использует вместо Talkback свободную программу, Breakpad, но сохраняется ещё одна причина появления Gnuzilla: Mozilla распространяет через свои серверы несвободные дополнения, и Firefox предлагает их установку безразлично к лицензии. Также IceCat включает несколько дополнительных функций.
Логотип и название программы являются зарегистрированными товарными знаками, и без специального разрешения их можно использовать только для обозначения оригинального Firefox, и сборок, отличающихся от него в строго определённых пределах. Также официальные сборки Firefox можно распространять только бесплатно (это защита от мошенничества). В связи с этим при компиляции исходного кода по умолчанию используются неофициальный логотип и кодовое имя выпуска, которые используются Mozilla для предварительных и промежуточных тестовых сборок.
В Firefox 1.0—3.0 тройная свободная лицензия не распространялась на логотип, что делало его полностью несвободным. Это делает официальные сборки Firefox 1.0—3.0 с логотипом несвободными по критериям проекта Debian, а Mozilla не разрешает распространять под названием «Mozilla Firefox» даже достаточно близкие к официальным сборки без официального логотипа.
Из-за несвободности логотипа и значительных отличий от официальных сборок программа, основанная на Mozilla Firefox, поставляющаяся с операционными системами Debian, стала называться Iceweasel и использовать собственный логотип. Были переименованы и пакеты программы на основе Thunderbird.
Официальные двоичные сборки версий 1.5, 2 и 3, по крайней мере, до 3.0.4 включительно, распространялись на условиях лицензионного соглашения, описывающего лицензирование логотипов и privacy policy (см.: #Сотрудничество с Google). Сборки для Linux стали активно принуждать пользователя к соглашению с ним при первом запуске с версии 3.0. С приближением выхода Ubuntu 8.10 стало ясно, что многие пользователи категорически против этого. Они называли следующие причины:
- Пользователям свободного ПО нравится отсутствие EULA, с которыми надо соглашаться перед использованием программы[124].
- Наличие privacy policy (политики приватности) для сторонних продуктов без возможности отказа только от этих продуктов и их политики до начала использования[124], и то, что Mozilla оставляла за собой право изменять её по своему усмотрению, обязывая пользователя периодически просматривать её, если он хочет знать об изменениях[125].

В результате было решено к версии 1.9.0.5 убрать лицензионное соглашение совсем, заменив его страницей about:rights и ненавязчивой панелью для доступа к ней, появляющейся при первом запуске.
Начиная с версии 3.5, авторские права на файлы логотипов, включаемые в дистрибутив Firefox, также лицензируются под тройной лицензией Mozilla. Никаких прав на товарные знаки при этом не лицензируется.
Разработка GNU IceCat продолжается, в первую очередь, из-за того, что Firefox предлагает установить несвободные дополнения, никак не предупреждая об этом пользователя.
14 марта 2014 года Мичел Бейкер и Андреас Гал объявили, что Mozilla нехотя решила добавить поддержку разрабатываемого W3C стандарта DRM-плагинов «Encrypted Media Extensions», и будет для этого сотрудничать с Adobe. Это вызвало критику со стороны противников DRM и сторонников свободного ПО (плагин EME не может быть свободным ПО), которые потребовали доказательств к заявлению, что без этого Mozilla потеряла бы пользователей, отметив, однако, приложенные по словам объявивших усилия для уменьшения вреда от некоторых свойств присущих DRM.

## Поддержка платформ

### Мобильный Firefox
Мобильная версия Firefox разрабатывалась в первую очередь для смартфонов и КПК на базе Windows Mobile, Android и Maemo (Linux).
В апреле 2008 года была неофициально представлена ранняя тестовая сборка браузера для мобильных устройств под кодовым именем «Fennec» (фенек), созданного разработчиками Mozilla на основе кодовой базы Gecko 1.9/Firefox 3. В первую очередь планировалось сделать доступной сборку для IT OS 2008 (Nokia N800 и N810), далее — поддерживать две платформы: Linux/Qt 4.4 и Windows Mobile 6.
В июне Аза Раскин представил демо-видео набросков интерфейса Firefox Mobile. На нём демонстрировались возможности мобильного браузера, в частности, возможность работы в multi-touch режиме, и использования Zooming User Interface.
В октябре 2008 года была официально представлена первая альфа версия браузера. Тестовая сборка доступна для КПК Nokia N810, а также Windows, Linux и Mac OS.
28 января 2009 года вышел Firefox Mobile 1.0 для устройств на базе Maemo.
В октябре 2010 вышла бета-версия Firefox 4 для устройств на базе мобильных операционных систем Android и Maemo. Веб-обозреватель построен на той же платформе, что и Firefox для компьютеров, и обладает схожей функциональностью: c помощью функции Firefox Sync можно синхронизировать с настольным компьютером или ноутбуком историю посещённых страниц, закладок, паролей и т. п. Также реализована адресная панель «Awesome Bar», заявлена поддержка мультитача и улучшена работа с различными веб-технологиями (HTML5, CSS и др.). Данная бета-версия браузера скомпилирована под архитектуру процессора ARMv7 и ARMv6.
Существуют и другие проекты на основе движка Gecko. Обладатели КПК Nokia N800 с последней версией платформы Internet Tablet OS 2007 могут пользоваться браузером «MicroB», созданным командой Maemo в рамках проекта Mozilla. В MicroB используется Gecko 1.9 (тот, что в Fx 3). Поддерживается установка расширений в виде пакетов в формате .deb.
12 ноября 2015 года вышла первая версия браузера для устройств на iOS.

### Поддержка архитектур процессора
| Операционная система | Поддержка 32-bit | Поддержка 64-bit |
| -------------------- | ---------------- | ---------------- |
| Linux                | Да               | Да               |
| macOS                | Да               | Да               |
| Windows              | Да               | с версии 42      |

Найти ссылки на все эти сборки вы можете здесь (тестовые — «ежечасные» и «ночные»; стабильные — «релизы»).

### Каналы обновлений Firefox
ПК:
- Stable — стабильная версия браузера.
- Beta — предварительная версия, близкая к релизу.
- Developer Edition — специальная версия браузера, предназначенная для разработчиков[141].
- Nightly — самые новые, менее стабильные версии браузера, обновления выходят ежедневно. Новая предварительная версия браузера появляется раз в 6-8 недель.
- ESR — стабильная версия браузера с расширенным сроком поддержки, предназначенная для использования в организациях. Обслуживание каждой сборки ESR ограничено исправлением уязвимостей безопасности с высокой степенью риска, появилась в январе 2012 года[142][143]. Firefox ESR включает непрерывность поддержки через 9 нормальных Firefox версий (54 недель), с окончательным перекрытием 2 цикла следующей версии. ESR версии будут прыгать с 10 до 17, а затем до 24 и т. д.[144] Firefox ESR предназначен для тех, кто разворачивает и поддерживает окружения рабочего стола в больших организациях, таких как университеты, школы, правительства городов и частные компании. Во время расширенного цикла, новые компоненты не будут добавлены в Firefox ESR, только исправления проблем безопасности и стабильности.

Android:
- Stable — стабильная версия браузера.
- Beta — аналогично версии для ПК.
- Nightly — аналогично версии для ПК.

iOS:
- Stable — стабильная версия браузера.
- TestFlight — аналогично версии Beta для ПК.

## Награды
Браузер Mozilla Firefox получил множество наград от различных организаций, среди которых:
- Webware 100 winner, апрель 2008[145]
- Webware 100 winner, июнь 2007[146]
- PC World 100 Best Products of 2007, май 2007[147]
- PC Magazine Editors' Choice, октябрь 2006[148]
- CNET Editors' Choice, октябрь 2006[149]
- PC World’s 100 Best Products of 2006, июль 2006[150]
- PC Magazine Technical Excellence Award, в категории «Программное обеспечение и инструменты разработчика», январь 2006[151]
- PC Magazine Best of the Year Award, 27 декабря 2005[152]
- PC Pro Real World Award (Mozilla Foundation), 8 декабря 2005[153]
- CNET Editors' Choice, ноябрь 2005[154]
- UK Usability Professionals' Association Award Best Software Application 2005, ноябрь 2005[155]
- Macworld Editor’s Choice with a 4.5 Mice Rating, ноябрь 2005[156]
- Softpedia User’s Choice Award, сентябрь 2005[157]
- TUX 2005 Readers' Choice Award, сентябрь 2005[158]
- PC World Product of the Year, июнь 2005[159]
- Forbes Best of the Web, май 2005[160]
- PC Magazine Editor’s Choice Award, май 2005[161]

### Мировой рекорд Гиннесса
Официальная дата выхода Firefox 3 называлась «День загрузки 2008» (англ. Download Day 2008), во время которого инициатива «Spread Firefox» поставила мировой рекорд для самой загружаемой программы за 24 часа. В офисе Mozilla в течение 24 часов представители Книги рекордов Гиннесса контролировали рост закачек дистрибутива, который за сутки скачало более 8 млн человек. Сведения были переданы представителям книги рекордов Гиннесса, которым понадобилось несколько дней для проверки данных. Для сравнения, за пять дней после выхода Opera 9.50 её загрузили 4,7 млн раз.

### Обзоры в прессе
- Michael Muchmore. Firefox 4.0 (англ.). PCMag.com (22 марта 2011). Дата обращения: 27 марта 2011. Архивировано 18 мая 2012 года.
- Доля Firefox упала на 85%, однако доходы руководства Mozilla выросли на 400% = Firefox usage is down 85% despite Mozilla's top exec pay going up 400% : пер. с англ. / Cal Paterson ; перевод: vdsina_m // Хабр. — 2020. — 30 сентября. — Оригинал опубликован в сентябре 2020 г.